# Roberto Marcora
 Roberto Marcora  (nacido el 30 de agosto de 1989) es un ex tenista profesional italiano nacido en la ciudad de Busto Arsizio.

## Carrera
Su mejor ranking individual es el Nº 178, mientras que en dobles logró la posición 717 el 8 de julio de 2013.
No ha logrado hasta el momento títulos de la categoría ATP ni de la ATP Challenger Tour, aunque sí ha obtenido varios títulos Futures tanto en individuales como en dobles.